# Shimmer Lake
Pour plus de détails, voir Fiche technique et Distribution.
Shimmer Lake est un film américano-canadien réalisé par Oren Uziel, sorti en 2017. Il se déroule sur quatre journées, montées dans un ordre chronologique inversé. 

## Synopsis
Vendredi : Andy Sikes se cache dans le sous-sol de sa maison. Il cherche à fuir son propre frère Zeke, le shérif local, car il a participé au cambriolage de la banque. Zeke, son adjoint Reed et deux agents du FBI vont chez le juge Dawkins directeur de la banque, où ils le trouvent mort. Leur principal suspect est le complice du braquage de la banque, Ed Burton, qui est toujours dans la nature.
Jeudi : le corps de Chris Morrow a été retrouvé dans un motel. Il faisait partie des trois braqueurs de la banque avec Andy Sikes et Ed Burton. 
Mercredi : Andy et Chris ont été doublés par leur complice Ed. Chris reçoit un appel de la femme de ce dernier, Steph, qui lui demande de le rejoindre dans un motel.
Mardi : les trois larrons se lancent dans le braquage de la banque, alors que le coffre est gardé par le shérif, Zeke Sikes.

## Fiche technique
- Réalisation : Oren Uziel
- Scénario : Oren Uziel
- Photographie : Jarin Blaschke
- Montage : Blake Maniquis
- Musique : Joseph Trapanese
- Sociétés de production : Footprint Features, Writ Large
- Société de distribution : Netflix
- Langue : anglais
- Lieu de tournage : Ontario (Canada)
- Format : Couleur - 2.4:1 - son Dolby Digital
- Genre : Action, comédie dramatique et thriller
- Durée : 83 minutes
- Date de sortie : 9 juin 2017

## Distribution
- Benjamin Walker : Zeke Sikes
- Rainn Wilson : Andy Sikes
- Stephanie Sigman : Steph Burton
- John Michael Higgins : Juge Brad Dawkins
- Mark Rendall : Chris Morrow
- Rob Corddry : Kurt Biltmore
- Ron Livingston : Kyle Walker
- Wyatt Russell : Ed Burton
- Adam Pally : Reed Ethington
- Matt Landry : Meth Billy
- Isabel Dove : Sally
- Neil Whitely : Harris
- Angela Vint : Martha Sikes
- Julie Khaner : Mrs. Allison Dawkins

## Critiques
Pour Amanda Mazzillo du site Film Inquiry, « Shimmer Lake insuffle une nouvelle vie à une histoire simpliste à travers l'emploi de la narration inversée ». 
Pour Nick Allen du site de Roger Ebert, « du début à la fin, l'emballage de l'histoire par Uziel semble plus inspiré que son contenu ».